# Chenghuangtempel van Guangzhou
De Chenghuangtempel van Guangzhou is een taoïstische tempel die gewijd is aan de taoïstische god Chenghuang. Chenghuang is de god van het lokale gebied, provinciehoofdstad Guangzhou. De tempel ligt in het district Yuexiu van Guangzhou, de provinciehoofdstad van de Zuid-Chinese provincie Guangdong.

## Geschiedenis
De tempel werd in 1370 gebouwd, tijdens de regeerperiode van keizer Hongwu van de Ming-dynastie. Het was de grootste Chenghuangtempel van de Ming-dynastie in de regio Lingnan.
Tijdens de Qing-dynastie werd hij gerestaureerd. Keizer Yongzheng verhief de Chenghuangtempel van Guangzhou tot tempel van de hele provincie Guangdong.
In 1920 werd de tempel afgebroken en 280 meter verderop herbouwd. Op de oude plaats van de tempel werden volkshuizen, restaurants en fabriekjes gebouwd. Het huidige tempelgebouw staat sinds augustus 1993 op de Guangzhouse lijst van beschermd erfgoed. Het tempelgebouw is op het zuiden gericht. In augustus 2009 werd de tempel grondig gerenoveerd. De Daoïstische Organisatie van Guangzhou doneerde hier voor tien miljoen renminbi.